# Tiptoe Through the Tulips
"Tiptoe Through the Tulips", även känd som "Tip Toe Through the Tulips with Me", är en sång som publicerades 1929, med musik av Joe Burke och text av Al Dubin.
Gitarristen och croonern Nick Lucas, kallad "Crooning Troubadour", toppade de amerikanska listorna med "Tiptoe through the Tulips" 1929 efter att ha introducerat sången i den tidiga musikalfilmen Gold Diggers of Broadway. Sången blev Lucas signaturmelodi och han framförde den såväl live som i kortfilms musikfilmserien Soundies 1944. 
Sången användes i Looney Tunes första animerade kortfilm Sinkin' in the Bathtub 1930. 
Den återupplivades 1968 av Tiny Tim, vars version hamnade på topplistorna samma år. Sången blev hans signaturmelodi, som han skulle fortsätta att framföra under hela sin karriär. Hans version finns med i skräckfilmen Insidious från 2011. 
I Rosa Pantern slår igen (1976) spelar Dreyfus (Herbert Lom) sången på orgel innan han och hans slott förgörs.
Sången fick svensk text av Hasse och Tage och framfördes av Sonya Hedenbratt i revyn Konstgjorda Pompe  ("Rågsved, åtta trappor...").

## Utdrag ur texten
| ” | Knee deep in flowers we'll stray. We'll keep the showers away. And if I kiss you in the garden, in the moonlight. Will you pardon me? And tiptoe through the tulips with me. | „ |